# كينيث أرسكين
كينيث أرسكين (بالإنجليزية: Kenneth Erskine) هو مجرم بريطاني، ولد في 1 يوليو 1963 في هامرسميث في المملكة المتحدة.